# Fisheye 2
Lomo Fisheye 2 — усовершенствованная версия фишай-камеры («Fisheye Camera»), выпущенная в алюминиевом корпусе. Выпускается ломографическим сообществом. Снимки, полученные на данном фотоаппарате, представляют собой немного обрезанные сверху и снизу окружности. Максимально прост в обращении и имеет минимум настроек.

## Отличия от предыдущей модели

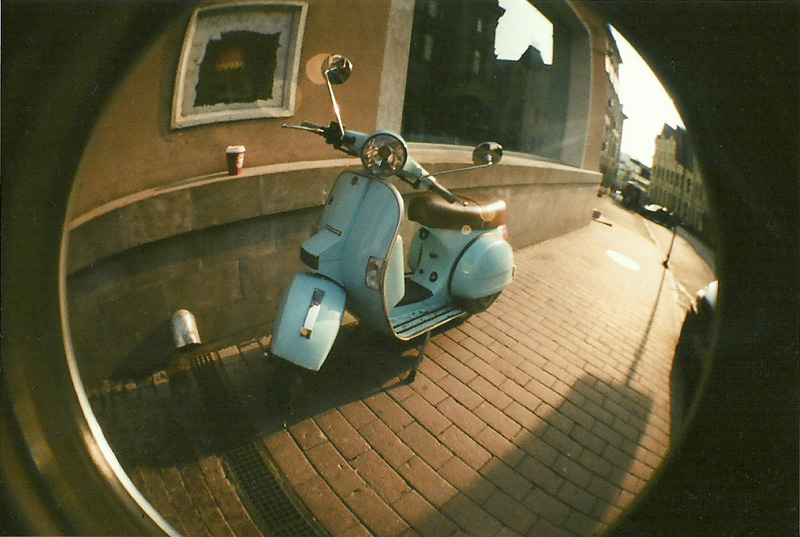
Пример снимка

1. Съёмный видоискатель с аналогичным объективу углом обзора (170 °).

2. Обойма для крепления дополнительной фотовспышки с центральным синхроконтактом.

3. Режим мультиэкспозиции (наложения кадров).

4. Режим ручной выдержки «В».

5. Некоторые элементы корпуса выполнены из алюминия.

## Критика
Портал TechRadar, в своём обзоре, выставил камере 3 балла из 5, отметив из плюсов доступность 35-мм плёнки, свет и простоту в использовании, а из минусов дороговизну обработки плёнки, крайне ограниченные возможности управления и резиновую крышку.